# 艾德·歐布萊恩
愛德華·約翰·歐布萊恩（英語：Edward John O'Brien，1968年4月15日—）是英國音樂家和另類搖滾樂團電臺司令的吉他手。他擅長以效果器製造氣氛聲響。2010年，《滾石》雜誌將歐布萊恩評為有史以來第59位最偉大的吉他手。

## 早年經歷
歐布萊恩從青少年時期便經常聽蘇西與冥妖、亞當和螞蟻樂團、流行尖端、警察樂隊和大衛·鮑伊等後龐克音樂人的作品。他說：「這對音樂來說是非常小兒科的時期，因為那些藝校學生、藝術家或音樂家在聽的時候都會突然想到『哦，我可以做到那樣。』」
電臺司令的成員們是在就讀位於泰晤士河畔阿賓頓的男子獨立學校阿賓頓學校時相遇的，而歐布萊恩最先與湯姆·約克相遇。他在描述與約克第一次即興合奏時說道：「在這之前，(生活)有點混亂、有點爛。然後突然間……我感覺非常強烈、使我頓悟的感覺，讓我覺得『就是這樣』了。」歐布萊恩與鼓手菲利普·塞爾韋比約克和貝斯手科林·格林伍德大了一屆，也比科林的弟弟、多樂器演奏家強尼·格林伍德大三屆。1985年，他們成立了樂團On a Friday，名字取自於樂團在學校音樂室的練團日。歐布萊恩在曼徹斯特大學學習經濟學。

## 電臺司令
1991年，On a Friday與EMI簽了六張專輯的合約，並將團名更改為電臺司令。他們在1992年的單曲〈Creep〉獲得了最早的成功。第三張專輯《OK電腦》（1997年）提升了他們的國際知名度，並且經常被譽為有史以來最好的專輯之一。在《OK電腦》中，歐布萊恩使用更少的破音、更多的延遲和其他效果，創造他所說「更多紋理」的聲響。
電臺司令接下來的專輯《一號複製人》（2000年）和《失憶》（2001年）為同時錄製，並標誌著聲音的戲劇性變化，融合了電子音樂、古典音樂、爵士樂和德國泡菜搖滾的影響。歐布萊恩在錄音期間在線上持續紀錄電臺司令進度的日記。他最初在樂團改變方向上苦苦掙扎，他說：「這很可怕—每個人都感到不安全。我是一名吉他手，但突然之間，這首歌不需要吉他或鼓。」在無限吉他的製造者麥可·布羅克的建議之下，歐布萊恩開始使用延音配件，這可使吉他的音符能無限持續下去。他將這些與循環和延遲效果相結合，以創造專輯中類似合成器的聲響。
到2011年，電臺司令在全球銷售了超過3000萬張專輯。他們於2019年入選搖滾名人堂。

## 其他事蹟

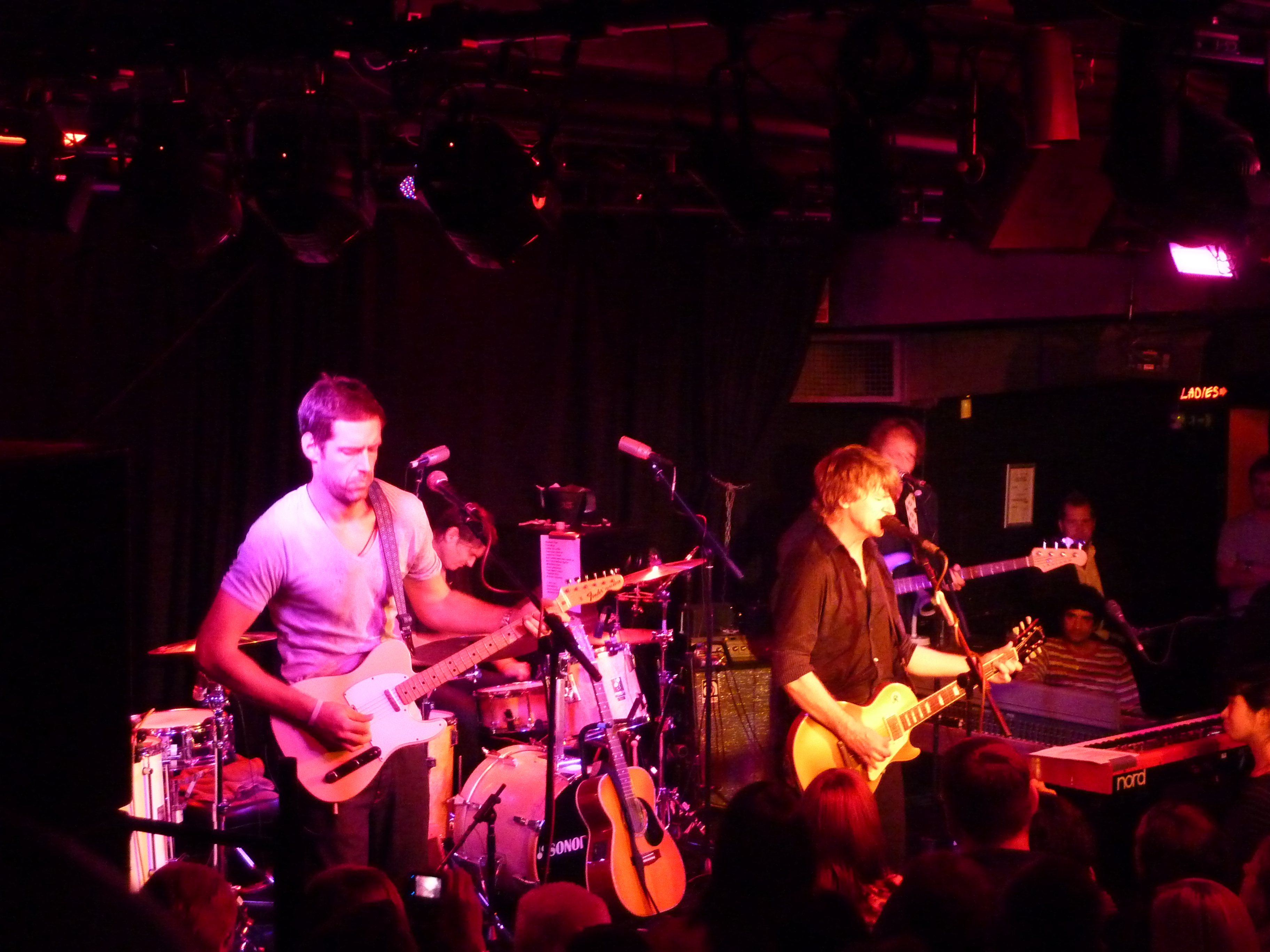
2009年，歐布萊恩與7 Worlds Collide的表演

歐布萊恩在錄《一號複製人》之前曾為BBC電視影集《Eureka Street》創作配樂。他也在亞洲音效轉錄機構的專輯《敵人的敵人》中彈奏吉他。歐布萊恩與塞爾韋均加入尼爾·芬恩的個人計畫7 Worlds Collide，與他一起巡迴演出並錄製了2001年的同名現場專輯和2009年的錄音室專輯《The Sun Came Out》。
歐布萊恩也是非營利組織客串藝人聯盟的創始董事，其旨在保護客串音樂人的權利，特別是在數位時代。他出現在2011年4月16日的BBC廣播第五直播臺的體育節目《Fighting Talk》中以支持世界唱片行日。
歐布萊恩與芬達合作設計了一款簽名吉他琴款EOB Sustainer Stratocaster，並於2017年11月開始發售。其配有顫音琴橋和延音配件。
2017年，歐布萊恩表示他的首張個人專輯由弗拉德和凱瑟琳·馬克斯擔任製作人，並有歐馬爾·哈基姆、奈森·伊斯特、戴夫·歐庫姆參與錄製，將在2018年末或2019年初發行。

## 音樂修養
歐布萊恩的早期吉他影響是警察乐队的安迪·薩默斯，特別是他在〈Walking on the Moon〉一曲中所使用的延遲和和聲效果。其他影響歐布萊恩的人有R.E.M.的彼得·巴克、The Jam的保羅·韋勒、史密斯的強尼·馬爾、Siouxsie and the Banshees的約翰·麥喬克以及U2樂團的The Edge。歐布萊恩欽佩這些吉他手如何用吉他創造「空間感」而不是一般的獨奏。他說：「他們都是偉大的吉他手，但他們並不彈主音吉他……我最喜歡的吉他手知道什麼時候不彈，然後在你需要彈的時後做更多。」
歐布萊恩經常彈Fender Stratocaster，其中包括Eric Clapton Stratocaster。他也彈過Gretsch和Rickenbacker的琴，包含Rickenbacker的十二弦吉他。強尼·格林伍德擔任電臺司令的主音吉他部分，而歐布萊恩則使用各種效果器或配件製造環境效果。他談到了這項技術：「這有點像你正在創造一幅畫一樣。伴隨著湯姆的鋼琴和弦，你正在後面製造一團效果。」歐布萊恩在2017年表示，他最常用的效果是破音、 Memory Man的延遲效果器和DigiTech Whammy的音高變換器。
歐布萊恩的貢獻包括〈Lucky〉前奏的高音鳴聲（透過彈在吉他的上弦枕上達成）和〈2 + 2 = 5〉開頭的迴響聲。在〈Karma Police〉中，他用通過驅動自激振蕩的延遲效果來使吉他破音，將延遲率轉換為低頻率，從而產生「融化」效果。〈Treefingers〉是通過歐布萊恩處理的吉他循環而創造的。在〈Dollars and Cents〉中，歐布萊恩使用了音高轉換踏板，將他的吉他和弦從小三轉為大三。在〈All I Need〉中，他使用延音配件和配有四條低音E弦的吉他，創造出更厚的聲音。
歐布萊恩談到他的演奏時說：「我確實在樂團中學會了演奏我的樂器，所以我一開始的技術非常有限—至今也是非常有限。但我很幸運，因為我一直在一個沒人會要求你成為藝術大師的樂團裡。」在2015年《滾石雜誌》的一篇文章中，大衛·弗里克將歐布萊恩評為有史以來第59位最偉大的吉他手。歐布萊恩也為電臺司令唱背景和聲，《Pitchfork》在2006年將其稱為「樂團最穩定的秘密武器」。

## 個人生活
歐布萊恩與他的妻子蘇珊·寇伯林（Susan Kobrin）住在一起，她曾在倫敦的國際特赦組織工作。夫婦育有兩名子女，出生於2004年1月的兒子薩爾瓦多（Salvador）和出生於2006年的女兒烏娜（Oona）。歐布萊恩是板球迷並是曼徹斯特聯足球俱樂部的支持者。他2000年左右開始戒酒並開始冥想；他說：「(酒精)搞砸了我。我想：『我可以繼續這樣下去，或者我可以變得更好。』」他和他的家人曾短暫地住在巴西。

## 註記
- Randall, Mac. . Omnibus Press. 2000  [2019-02-02]. ISBN 0-385-33393-5. （原始内容存档于2019-07-24）.

## 外部連結
- StringsReunited.com : Includes a regular blog by Plank giving technical information.